# 仁美まどか
仁美 まどか（ひとみ まどか、1993年2月18日 - ）は、日本のAV女優。バンビプロモーション所属。2018年に星川凛々花（ほしかわ りりか）、2021年に百瀬 凛花（ももせ りんか、1993年12月25日 - ）に改名。ティーパワーズ所属。

## 略歴・人物
東京都出身。趣味はショッピング。
2012年8月、kawaii*の専属女優としてAVデビュー。
同じ事務所のAV女優で結成されたアイドルユニット「原宿☆バンビーナ」のメンバーとしても活動。2016年10月にデビューCD『Fantasmile!/fairyMagic』が発売。
2016年10月、中国広州でライブチャットや大学キャンパスにて性教育の講座を広瀬うみと大学生約400名に対して行う。2017年夏、原宿☆バンビーナ活動休止時にグループ卒業。
2018年2月16日、ARROWS所属となり「星川凛々花（ほしかわ りりか）」に改名したことをツイート。
2021年4月、ティーパワーズ所属となったこと、芸名を「百瀬凛花（ももせりんか）」としたことを発表。
2022年8月1日、現役引退をTwitterで発表。SNSなどは継続する。

## 出演作品

### アダルトDVD

#### 仁美まどか 名義
2012年
- 新人!kawaii*専属デビュ→ スタア候補☆惹かれる美少女（8月25日、kawaii*）※デビュー作
- 瞳で感じる4回エッチッチ!（9月25日、kawaii*）
- 10コスプレと14400秒あげる（10月25日、kawaii*）
- 初放尿! 失禁潮吹きスペシャル!!（11月25日、kawaii*）
- LOVEドッピュン!! メガ顔射スペシャル!（12月25日、kawaii*）

2013年
- まどか★ヒビキ kawaii*姉妹と夢の二股性活♥（1月25日、kawaii*）
- めっちゃオナサポ! まどかが君の射精支援♪（2月25日、kawaii*）
- 絶対服従★羞恥指令!（3月25日、kawaii*）
- ビデオレターの女（6月7日、アタッカーズ）
- 仁美まどか 全作コンプリートだょ★8時間special（7月25日、kawaii*）※総集編
- 新婚若妻レイプ 幸せの向こう側。（8月7日、アタッカーズ）
- 被虐の家庭教師 4（9月7日、アタッカーズ）
- 哀虐の奴隷市場（10月7日、アタッカーズ）
- 美畜同好会 強姦標的 List.01 製薬会社セールスレディ編（11月7日、アタッカーズ）
- 新妻の可愛いオモテナシに我慢出来ず息子の知らないところでヤッてしまう義父（12月5日、ヒビノ）

2014年
- メガネっ娘いもうと中出し 5 まどか（1月20日、K-Tribe）
- 職場での悩みを誰にも話せずつらく、仕事帰りの整体院でセラピストを誘惑しストレスを解消する新人女教師（3月11日、プレステージ/REAL DOCUMENT）
- 偶然パンツが見えている女の子の事が気になってスカートの中を覗いていたら目が合ってしまい… 4（4月11日、プレステージ/REAL DOCUMENT）
- kira★kira BLACK GAL×淫女ギャル学園HIGH SCHOOL SPECIAL 日焼け黒ギャル女子校生 生姦JK連続中出しハイスクール（4月19日、kira☆kira）
- 大人しい地味子に中出し 26 まどか（5月18日、K-Tribe）
- お嬢様クロニクル 18（5月23日、ONE DA FULL）
- 近親相姦の旅 卑猥な行為に嵌る禁断家族（10月20日、STAR PARADISE）
- 素人騙し撮り 脱がし屋 美人限定 Vol.28（10月25日、ONE GENERATION）
- 肉棒(チ○ポ)狂い 発情する奥さん 仁美まどか 25歳（10月25日、ハイヒール）
- 奴隷ROOM room:01（11月11日、MAD）
- 仕事中に手を出されて拒みきれない新人（11月20日、AKNR）
- マシンバイブで中イキしまくる5分でガニ股挿入! 2分で海老反り潮吹き!（11月20日、サディスティックヴィレッジ）
- 奇跡の夏休み ～素人男性達が過ごした夢の1日～（12月1日、ZUKKON/BAKKON）
- 挑発×美脚パンストフェティシズム（12月12日、ケイ・エム・プロデュース/BAZOOKA）
- 花魁撫子でありんす 花魁20号 仁美まどか（12月26日、ONE DA FULL）

2015年
- ご近所の人妻と中出し乱交 2（2月1日、ZUKKON/BAKKON）
- ゴムつけたふりして中出し!（4月25日、本中）
- 人格崩壊メンタル陵辱! なみだの真正中出し（5月1日、モブスターズ）
- 女子校生 金蹴り研究会（6月5日、フリーダム）
- 小便アフターお掃除フェラ 2（7月3日、OFFICE K’S）
- 理系女の強制射精モルモットにされた男（7月5日、フリーダム）
- M男強制オナニーサポート 女子校生のフリーダム的JOI（8月5日、フリーダム）
- 彼氏に電話させながら寝取っちゃった俺（8月20日、AKNR）
- デリヘル呼んだら姉が来た! 結果、お店に内緒で中出し本番セックスする事になる（9月1日、GLAY'z/sister）
- kira★kira SPECIAL 褐色日焼けぶっトび娘 vs 変態淫語お姉さん 性交依存症大乱交祭り（9月1日、kira☆kira）※「AV OPEN 2015」企画部門エントリー作品
- 病院まるごと一棟全員と中出し乱交（9月1日、ZUKKON/BAKKON）
- 兄の寝てる隣でほろ酔いセックス おチ○ポ好きに覚醒してしまう後輩の妹をコッソリ調教する先輩の僕（9月10日、GARCON）
- 男がオスを忘れてペニバンメスイキ（9月19日、M男パラダイス）
- 自分の彼女に搾り取られる拘束強制射精（10月7日、MEGAMI）
- 新任美人女教師 仁美まどかの世界一受けたいエッチな個人授業 生徒はスケベなフェチ願望をまどか先生に叶えてほしい素人男子（10月22日、SOSORU）
- 仲良し女子校生集団のセックス研究会（11月19日、kira☆kira）
- ディルドと足裏（12月5日、フリーダム）
- うちの妻にかぎって…「これ以上はホントにダメ…あっ」かき消えそうな程か細い声でそう言うと僕の妻は他の男にカラダを許した（12月25日、ビッグモーカル）
- HYPER HIGHLEG QUEEN 020（12月25日、デジタルアーク）

2016年
- 監禁嬲戯 陵辱される姉妹、朱に染まる夜明け（2月1日、FAプロ）
- 工事現場で働く俺のむさ苦しいアパートの隣にソソる理系メガネ女子大生が越してきた。肉体労働者でビンボーなオッサンの俺が初めて見るタイプの男で興味津々!? 彼女たちの研究対象になった俺のチ○ポはじっくりと可愛がられ、たっぷり弄ばれ…（3月17日、SOSORU×GARCON）
- 気合い入ったセルフイラマ 2 自ら喉奥まで突っ込む自棄的なまでのイラマチオに見る、果てしなく熾烈な求愛行動!（5月20日、妄想族/SEX Agent）
- れろれろぺろぺろ…じゅるっとぅぽーん! 咥えないでイカせるのが私流 同時三点責め! キャンタマ! 乳首! 竿本体! ひたすらひたむきに舐め続け精子出す!（5月20日、SEX Agent/妄想族）
- チ●ポを握りしめながらのオナニーだから妄想力で5倍は濡れてます 挿れてはいけないお預け地獄、イクのが先かイカせてしまうのが先か（5月20日、SEX Agent/妄想族）
- マッサージで感じちゃった僕。【番外編】 ～裏メニューのある極上マル秘サロン（5月25日、アロマ企画）
- 悪女のお仕事 ～私が即イキ即堕ちさせてあげる～（5月25日、MEGAMI）
- 胸チラ挑発 ノーブラ勃起乳首 2（5月25日、アロマ企画）
- 完成度高過ぎな正統派女優の日常的過ぎる隙だらけセックス（5月27日、BALTAN）
- 街で見つけたソソるお姉さんに、「女性向けAVを作ってます。鑑賞して悪いところを指摘して下さい」と男性向けの本格的ドエロビデオをみせたら、どん引きされると思いきや、メチャクチャ発情してミニスカの隙間からべチャ濡れパンツが丸見え!（6月9日、SOSORU×GARCON）
- BIKINIレズ専 GALS BAR 牝×牝×牝3Pレズ・ど淫乱ど変態卍レズ狂い（6月13日、U&K）
- チ○ポを擦りつけるだけなら絶対に気づかれない世界（6月23日、ROCKET）
- 逆3P強制中出し（6月25日、痴女ヘブン）
- 全裸! 淫語! 変態! とにかく明るい女子アナ（7月7日、ROCKET）
- 歯の治療中に居眠りするソソるお姉さんの美しい寝顔と唇に思わず勃起!! ごまかそうとしたら、からかいながら勃起チ○ポを触りだし、抜いてくれた!!（7月7日、SOSORU×GARCON）
- 肉弾むちむち競泳水着シンドローム（7月15日、ジャネス）
- 縛り拷問覚醒 悪魔の失楽園（7月19日、バミューダ/妄想族）
- トリプルレズビアン 23（7月22日、クリスタル映像/ゲス）
- 絶対ノーパンパンスト宣言（8月1日、Fetish Box/妄想族）
- 肉感ハレンチ極小レオタード VOL.7（8月15日、ジャネス）
- 地方で開業! 農家の嫁専門 性感マッサージ店（8月20日、STAR PARADISE）
- この奥さんの詳細わかりますか? 目黒区在住勝ち組社長夫人のセレブ妻と杉並区在住のお酒大好き美乳美人スレンダー若妻がまさかの発情! なぜ‘騎乗位で勝手に腰が動いちゃうほど乱れる’ことになったのか? その一部始終。（8月25日、ビッグモーカル）
- 僕のチ○ポが大きいのは女神様のため!（8月25日、MEGAMI）
- 「通常射精の10倍気持ち良い?!」イッた後も勃起したままで男の潮吹きしちゃいましょう! 4時間 Part3（9月1日、Fetish Box/妄想族）
- エロティック ボンデージ 究極のサディスティックLOVE（9月11日、フューチャー/MBCプラチナム）
- 人妻とその彼女～女教師とのレズ不倫関係～（9月13日、U&K）
- 焦らされて暴発!! スローオイル手コキ（9月13日、アロマ企画）
- 完全ノーモザイクディルドフェラ 唇や舌のスケベな動き、全てお見せいたします!（9月19日、Fetish Box/妄想族）
- 美人妻センズリ鑑賞会（9月20日、STAR PARADISE）
- 甘えん坊のボクに浴びせられる優しい淫語（10月1日、Fetish Box/妄想族）
- Wペニバンレズ（10月13日、U&K）
- 「私…お兄ちゃんの子供妊娠する!」 妹が突然訪ねた大好きな兄の家にはまさかの婚約者が…。絶対に取られまいと馬乗り生挿入! ガッチリホールドで強制的に何度も何度も膣内射精させられる!（10月14日、V&R PRODUCE）
- AV女優 裸コレクション 第二弾（10月14日、V&R PRODUCE）
- 淫惑タイトスカート（10月16日、ジャネス）
- 野外露出変態調教（10月19日、バミューダ/妄想族）
- 特技はフェラチオ。趣味は撮影。（10月25日、アロマ企画）
- イカセ拷問 鬼犯 02（10月28日、ケイ・エム・プロデュース/REAL）
- 参りました m（__）m こんな凄い手コキは初めてです!!ドクドクとたっぷり精子が出てしまう超爽快な射精しちゃいました 4時間（11月1日、Fetish Box/妄想族）
- 泪 ～RUI さよならのレクイエム（11月11日、GIGA）
- M字開脚でお互いの足を絡め大胆にパンチラしながら手コキ! さらにエスカレートしてオナニーしちゃったご奉仕系おんなのこ（11月13日、アロマ企画）
- 第1回! AV女優と会ってSEXするまで帰れませーんin恵比寿!!!（11月25日、ケイ・エム・プロデュース/BAZOOKA）
- MASOTRONIX 05（11月25日、MAD）
- 絶頂パンスト足コキ天国（11月27日、ジャネス）
- 喉奥マッサージフェラ専門サロン 癒しのディープスロート（12月1日、Fetish Box/妄想族）
- 親族相姦 きれいな叔母さん（12月7日、VENUS）
- 夫以外の人と二人きりの旅先で中出しを許してしまった… 人妻不倫旅行（12月23日、ケイ・エム・プロデュース/UMANAMI）
- 鬼縛り 全身縛られた極限状態の交尾!（12月23日、ケイ・エム・プロデュース/REAL）
- イクイク絶頂 淫語オナニー（12月25日、ジャネス）

2017年
- 生まれて初めての金蹴り 3 金玉ツブれたら死んじゃうんですよね?（1月5日、フリーダム）
- 男の潮吹き メスイキドライオーガズム（1月13日、M男パラダイス）
- 完全主観でセンズリサポート 密室感がたまらない Jerk Off Instruction Vol.2（1月19日、Fetish Box/妄想族）
- ぐやじぃ…! でも…感じちゃう! 人妻オマ○コおっぴろげ土下座謝罪 最高にスッキリ! 下唇を噛んで悔しがる人妻にバックから挿入でイキまくりの寝取り中出し。（1月25日、ビッグモーカル）
- 媚縛潜入捜査官 03 拘束されて生き恥を晒す凄腕の女…（1月27日、ケイ・エム・プロデュース/REAL）
- 男潮MAX チ○ポは必ず潮を吹く（1月31日、ジャネス）
- 淫語を囁き背後から忍び寄る手コキ痴女犯（1月31日、フューチャー）
- パンストホリック 極上の美脚と淫靡なナイロン 4時間（2月1日、Fetish Box/妄想族）
- スケベ汁ねっちょり淫語オナニー VOL.2 4時間（2月1日、Fetish Box/妄想族）
- レイプ拷問 鬼犯 03（2月10日、ケイ・エム・プロデュース/REAL）
- 大胆パンチラ番外編 スカートの中に潜り込みたい! 超接近型挑発P 5（2月13日、アロマ企画）
- 変態快楽トリップ! 肉びらグイ込みレオタードオナニー（2月13日、痴ロモン/妄想族）
- ぶっこめ! ペニバン M男のアナルペット調教（2月14日、フューチャー）
- M男たらし痴女（3月14日、ジャネス）
- 真・時間が止まる腕時計パート7 オフィスでSEXマネキンチャレンジ編（3月18日、ROCKET）
- 新卒採用で入社した優しいデカ尻姉の黒パンスト姿に理性崩壊! 弟は勃起が止まらずまさかのストッキング越しの強制素股! 欲求不満な姉は敏感過ぎてパンツから漏れるほど愛液ジワリ! 子宮奥に突き刺さる激ピストンで何度も絶頂!（4月14日、V&R PRODUCE）
- 変態な喉マ○コで【のど輪締めする】セルフイラマチオ（4月19日、Fetish Box/妄想族）
- 縛り拷問 奴隷市場の宴 其ノ貮（4月19日、バミューダ/妄想族）
- マゾエステ 快楽エステティシャンの特別な施術（4月19日、MEGAMI）
- 【迷ったらコレ!】再生して3分で即ヌケます。M男くんを手コキ、ねっとりフェラで優しくいじめるのが大好きな超美形のエロい淫語連発セックス!! 仁美まどか 4時間（4月25日、ビッグモーカル）※単体ベスト
- スケベ汁ねっちょり淫語オナニー VOL.3 4時間（5月1日、Fetish Box/妄想族）
- 激ヤバ菊淫!! アナル舐め手コキ（5月1日、Fetish Box/妄想族）
- 媚薬近親相姦 04 姉さんと娘に極秘ルートで手に入れたバイ○グラを飲ませたら、チ○ポの興奮が押さえられなくて犯して中出し!（5月12日、ケイ・エム・プロデュース/UMANAMI）
- 引越しの手伝いにやってきた姉のハミ尻ホットパンツに欲情! 食い込むデカ尻を目の前にした弟は興奮し過ぎて思わずバック挿入! 激しいピストンで尻肉波打たせながら何度も絶頂!（5月12日、V&R PRODUCE）
- 食い込み競泳水着でねっとりフェラチオ（5月13日、痴ロモン/妄想族）
- フェラチオの中で一番【四つん這いフェラ】が好き! Part 2（5月19日、Fetish Box/妄想族）
- 美少女戦士セーラークレセント（5月26日、GIGA）
- レズのワタシが透明人間♀になった! 2 オフィス編（6月15日、ROCKET）
- 監禁くいこみ股縄弄虐 蠢く女たち（7月7日、シネマジック）
- お酒の力を借りてどうにかこうにかセックスしたい男たちが出会いが少ないパリピの看護師ちゃん達を飲ませて酔わせてヤリ捨てポイ!（7月13日、MARX）
- 旦那が近所の奥さん達に寝取られ、私も近所の旦那に寝取られた一泊二日の温泉旅行（7月20日、AKNR）
- 女の快感は男の10倍いや100倍!? 女体化媚薬で女になってレズ調教されちゃった俺（7月20日、ROCKET）
- W痴女 ～女は連続絶頂、男は寸止め、最後は中出し～（7月28日、個性派Director’s）
- 忍者クローサーNo.3 邪悪な忍者集団、魔忍党の恐怖! 狙われた忍者クローサーNo.3（8月11日、GIGA）
- おま○こ改札で出発淫行!（8月24日、ROCKET）
- 【肉ビラめくれ過ぎ!】ディルド丸呑み! オナニー狂。02至近距離から淫語連発! ズボッズボ音速ピストンオナニーを見せつけて壮絶アクメでおかしくなる変態美女。4時間16人（8月25日、ビッグモーカル）
- 元祖 時間よ止まれ! パート2（9月1日、V&R PRODUCE）
- AV女優 自画撮りオナニーコレクション（9月8日、V&R PRODUCE）
- 浣腸我慢調教も出来る未来型SM風俗店 THEロボペットデリヘル（9月19日、シネマジック）
- いつヌクの? 今でしょ! カリスマ美人塾講師の世界一受けたい変態授業（9月21日、ROCKET）
- 羞恥! ブルマームラムラおっぱいプルプル 男子生徒や教諭に全裸見られまくり!! 負けたら超★恥ずかしーい罰ゲームの大・運動会 2017秋編（11月2日、サディスティックヴィレッジ）
- マイクロミニスカートで社員を挑発するヤリマンドスケベ痴女OL（11月7日、WEEKENDER）
- 酔いレズ ～酒とビキニと女と女～（12月1日、U&K）
- HYPER FETISH ハイレグいやらしクィーン（12月7日、デジタルアーク）
- 美脚×ハイレグ×ストッキング眼鏡 VOL.004（12月8日、ケイ・エム・プロデュース/BAZOOKA）
- お姉さんにパンチラ挑発されながらザーメンを太腿とパンツに放出してもいいですか!? その2（12月13日、アロマ企画）
- パンツとお尻が密着! パンチラ見ていたエロ男子にお仕置きアキレス腱固め（12月25日、アロマ企画）

2018年
- 完全主観! 対面でエッチなおま○こを見せつけ一緒にオナニーしてくれるDVD（1月13日、アロマ企画）
- 恋するパンチラ ～無邪気なキミのパンチラに恋してる～（1月13日、アロマ企画）
- スポ魂女子体育大生 ユニフォームがムチムチ喰い込んじゃう健康BODYでイキまくりSEX（1月20日、STAR PARADISE）
- 近未来妄想ドラマ ～アダルト業界の末路 売れないAV女優をAV男優に改造!?（2月8日、ROCKET）
- ローション、墨汁、どろんこまみれ！ウェット＆メッシー(WAM) AV女優○×クイズ（2月8日、ROCKET）
- パジャマパーティーに来た妹の友達が無邪気に見せるウブ尻についつい理性を失ってフル勃起してしまったボクは、こっそりバレないように彼女たちをオンナにしていった…（3月2日、h.m.p）
- いつでも射精できる! 抜きやすい挑発パンチラコレクション 5（3月25日、アロマ企画）
- 性欲が理性を支配する。スケベな体でおもてなしする美女の誘惑SEX（4月13日、S-Cute）
- 医者も看護師も患者もオンナだらけの病院でオトコに飢えた彼女たちのロックオン尻誘惑に我慢できずフル勃起したボク、チ○ポを金玉カラカラになるまでハメられまくって再入院!（5月4日、h.m.p）
- おさえきれないオンナゴコロ 恥じらいと欲情が交差する濃密SEX（5月13日、S-Cute）

#### 星川凛々花 名義
2018年
- 犯されている自分に性的興奮を覚え激しく突かれる程に‘嬉ション’してしまう脳イキ欲求不満女（5月18日、プレステージ/DOC PREMIUM）
- AV女優が一般男性に仕掛ける超ドッキリ! 誘惑エロチューブ Vol.1（6月7日、ROCKET）
- 渋谷のクラブで真正本物中出し大乱交ハードコアパーティ!!!!（7月26日、SODクリエイト）
- JOI センズリを指示する女たち（8月3日、OFFICE K’S）
- 腰にクる乳首オナニー（8月3日、OFFICE K’S）
- 乳首が感じ過ぎる バスト100cm Jcup敏感ボディ 爆乳×美乳 仰け反り絶頂90回!!（8月7日、ビビアン）
- 魅惑のBODYラインがくっきり！胸・尻・股間にまとわりつくマキシワンピ姿の美女に興奮してしまい…（8月17日、プレステージ/DOC PREMIUM）
- ワキ舐め 女性の秘めた淫部「ワキ」をじっくり鑑賞し… 嗅ぎまくり! 舐めまくる!!（8月17日、OFFICE K’S）
- 女子校生 ブルマ履いたままおもらしオナニー（8月25日、デジタルアーク）
- 毎日鏡でのチェックを欠かさない自分大好き美意識高め女は、鏡に映る自身のアクメ姿を見て興奮しイキ漏らす…（10月5日、プレステージ/DOC PREMIUM）
- もう死んだってかまわない! 超ラッキーの連続で巻き起こるスケベ過ぎる一日! 鼻血が止まらないくらいの夢のエロハプニング続出! 10（10月19日、ゴールデンタイム）
- シロウト女子個人撮影ハメ撮り日記 パリピOL りりかさんEかっぷ（10月25日、シャーク）
- 年上美人の下着を物色中「こんな年増女の下着で欲情するの?」と… 女として見られる悦びからか「本当に私なんかでいいの?」と欲求不満な身体で精液搾取 2（12月28日、プレステージ/DOC PREMIUM）

2019年
- STOP! FAST! SLOW! 時間操作DQN（1月10日、ROCKET）
- 着衣での仕事のはずが媚薬を盛られイヤラシ汁を垂れ流すほど視姦され追い打ち媚薬で発情しイキ堕ちる清純デッサンモデル 2（1月18日、プレステージ/DOC PREMIUM）
- セクシー極上尻が縦揺れしまくるトゥワークダンス騎乗位で友達の姉に精液が尽きる程しこたまイカされまくった（3月1日、プレステージ/DOC PREMIUM）
- 童貞好きのスケベなお姉さんにささやき騎乗位で何度も焦らされ中出ししちゃうボク（4月5日、プレステージ/DOC PREMIUM）
- サエない俺に同情した女子○生の娘に「擦りつけるだけだよ」という約束で素股してもらっていたら互いに気持ち良すぎてマ○コはグッショリ! でヌルっと生挿入!「え!? 入ってる?」でもどうにも止まらなくて中出し!（4月11日、アイエナジー）
- 娘の家庭教師の女を媚薬付きチ○コイラマで発情させて奴隷化! レズ口移し媚薬で娘も発情! 近親＆レズ3PでW中出しセックス 2（4月19日、プレステージ/DOC PREMIUM）
- クリトリスの形までハッキリわかる! ノーモザイク連続絶頂パンツ越しオナニー（4月25日、アイエナジー）
- チ○ポゴム人間（5月9日、ROCKET）
- キモメン専用! 密着ベロキスでご奉仕しまくり新人デリヘル嬢（5月16日、グローリークエスト）
- 弟の童貞チ○ポ『生ハメ』で、絶頂しまくる敏感姉マ○コに。ゴムハメでは無反応だったが、生ハメされて感度急上昇! 連続潮吹きするほどイキまくっている姉に近親中出し!（5月17日、プレステージ/DOC PREMIUM）
- 彼女が居ない間に彼女の親友と2人っきりで秘密のナイショSEXを満喫してしまった日の話。（6月21日、プレステージ/DOC PREMIUM）
- ビラコキ ～ぷにぷにのマン肉、ぬるぬるのワレメ、クリへの刺激～（6月25日、SEX Agent/妄想族）
- 『愛し合う夫婦が残したいメモリアルヌードフォト』と題された雑誌の企画と妻を騙し、絶倫チ○ポ男と素肌密着偽撮影会で寝取られ検証!! 旦那よりも若くてカチカチに反り返ったチ○ポがマ○コまで3cmに超接近して奥さん急激欲情!? 5（7月5日、プレステージ/DOC PREMIUM）
- カメラ目線であなたにオナニーのやり方、指示します。（7月25日、SEX Agent/妄想族）
- 星川凛々花、再び。（8月13日、バルタン）
- 知的な眼鏡女性と見つめ合う完全主観フェラ 2 ～社会性に富んだメガネジョシ「私ならこうしゃぶる」～（8月25日、SEX Agent/妄想族）
- 肛門検査 ～ヒダ一本まで高解像度でじっくりと鑑賞する尻穴～（8月25日、SEX Agent/妄想族）
- 「制服・下着・全裸」でおもてなし デカ尻便またがりオマ○コ航空 11（9月12日、SODクリエイト/SENZ）
- 私が満足するまでイカせないよ? 愛液＆ヨダレべっとりの無限ループPTMセックス! 上下のお口で快楽貪り責めてくるどスケベ清純派美少女!（10月18日、プレステージ/DOC PREMIUM）
- 女上司にイビられ唇奪われ唾液飲まされ続けながら可愛い部下に乳首弄りと慰めフェラされ続ける（11月13日、アロマ企画）
- 究極のM男向け変態オナニー指導 JOI＆CEI 2（11月13日、アロマ企画）
- 『先っちょだけでいいから入れさせてください!』 おマ○コの入り口でチ○ポ挿入を焦らし続けるいぢわるお姉さま（11月25日、アロマ企画）
- 社長の息子のHな社会科見学（12月5日、グローリークエスト）
- 大人のお尻JOI完全主観オナニーサポート たっぷりアナル見せつけ挑発（12月25日、アロマ企画）

2020年
- ボクの布団に朝帰りしたヤンキー義妹がもぐりこんできて…（1月17日、Z-MEN）
- ディープキス手コキ（2月6日、グローリークエスト）
- 完全M男向け主観罵倒挑発（2月25日、アロマ企画）

#### 百瀬 凛花 名義
2021年
- 禁断介護（10月21日、グローリークエスト）
- 【VR】至近距離×淫語たっぷりベロベロ舐めじゃくりで 優しく男をイカせる人妻本番エクスタシーヘルス（12月20日、SPICY VR）

2022年
- 不貞妻喉イキ制裁（4月19日、ドグマ）
- おしゃぶりザーメン貴婦人（5月21日、センタービレッジ/桃色吐息）
- 女子会中のホテルにウーバーM男をお届け！～一晩を使い果たし3人のドスケベ痴女達が、絞りまくる！～「おチ●チ●バカになるまでザーメンだしちゃいなよ～♪」（12月22日、SODクリエイト）

### 女性向けアダルトDVD
仁美まどか 名義
- 恋愛学園（2016年5月26日、SILK LABO）

### イメージDVD
仁美まどか 名義
- ハックツ美少女 Revolution（2012年5月2日、グラーツコーポレーション）

## 出演

### 映画
- 変態怪談 し放題され放題（2019年8月16日、オーピー映画） - 藤子 役[12]　※8月11日に1日限定先行公開。